# Pleziertuin
Een Pleziertuin was een gelegenheid bij een uitspanning net buiten de steden waar het publiek vermaak kon vinden in zijn vrije tijd. Deze tuinen gelegen bij herbergen, wijnhuizen of andere (horeca) gelegenheden konden een lusthof of theetuin aanbieden maar ook andere activiteiten zoals bijvoorbeeld een beeldengroep, doolhof, fontein, kolfbaan of speeltuin.  
De bezoekers waren over het algemeen gegoede burgers met hun kinderen omdat de entree die veel tuinen vroegen en de prijzen van het eten en drinken aan de hoge kant was. Voor arbeiders waren deze prijzen veelal niet op te brengen. 
Eind 19e eeuw viel het doek voor veel pleziertuinen. Sommige tuinen hadden allang hun glans verloren door concurrentie of slechte exploitatie. De meeste pleziertuinen moesten echter wijken voor de stadsuitbreidingen. De grond was veelal eigendom van de gemeente die eenvoudigweg de huur opzegde. De ondergang van de particuliere pleziertuinen hing ook samen met de opkomst van de voor iedereen vrij toegankelijke stadsparken waarvan er eind 19e begin 20e eeuw veel van werden aangelegd.  

## Amsterdam
In het 17e eeuwse Oude Doolhof in Amsterdam die van vóór 1625 tot 1862 heeft bestaan bevonden zich in de tuin beelden, fonteinen en een doolhof. In de galerij binnen waren beelden en taferelen van mythologische, Bijbelse en historische personages en gebeurtenissen te zien. Sommige van deze beelden konden door een mechaniek bewogen worden. Goliath kan met zijn hoofd bewegen en met zijn ogen rollen.
Als tastbare herinnering is de beeldengroep van Goliath, David en Goliaths schilddrager overgebleven in het restaurant van het Amsterdams Historisch Museum.
Verder waren er eind 18e eeuw veel pleziertuinen te vinden rondom de Kwakerspoel en langs de Overtoomse vaart. De geschiedenis van de Amsterdamse pleziertuinen leeft voort in straatnamen zoals als Roomtuintjes, namen van cafés zoals het Kalfje en De Ysbreeker en in het kinderliedje "Schuitje varen, theetje drinken" dat zich afspeelde in een pleziertuin aan de Overtoomse vaart. 